# 松尾邦弘
松尾 邦弘（まつお くにひろ、1942年9月13日 - ）は、日本の検事総長（在任 : 2004年6月25日 - 2006年6月30日）。弁護士。東京都出身。

## 人物
中学生のときに、教師だった父は、1950年（昭和25年）、全国学校図書館協議会を結成したが、その後贈賄容疑で逮捕され自宅の捜索を受けた。二人の娘の父親であり、翻訳版ミステリー小説を中心とした読書、釣り、ゴルフが趣味。

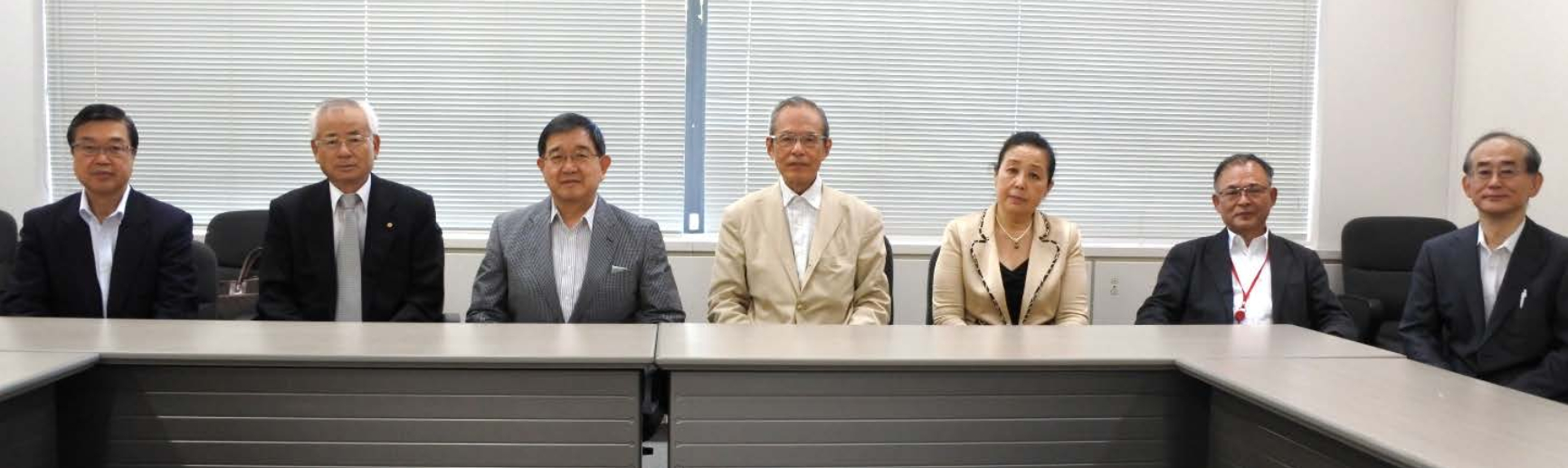
総務省行政苦情救済推進会議のメンバーと。左から江利川毅、小野勝久、小早川光郎、秋山收、南砂、松尾、髙橋滋（2015年9月撮影）

## 経歴
- 東京都立戸山高等学校、東京大学法学部卒業
- 1965年（昭和40年）22歳で司法試験合格
- 1966年（昭和41年）司法修習20期（同期に日弁連副会長林伸豪や明大総長納谷廣美）。
- 1968年（昭和43年）検事任官（東京地方検察庁検事）連続企業爆破事件、連合赤軍事件など著名な公安事件を担当。特捜部で、ロッキード事件を担当。贈賄側の丸紅元専務だった伊藤宏から「田中角栄逮捕」に直結する供述を引き出した。
- 1978年（昭和53年）法務省刑事局付
- 1980年（昭和55年） 在ドイツ日本国大使館一等書記官
- 1983年（昭和58年） 在ドイツ日本国大使館参事官
- 1983年（昭和58年） 法務省刑事局参事官
- 1984年（昭和59年） 東京地方検察庁検事
- 1985年（昭和60年） 法務省刑事局参事官
- 1988年（昭和63年） 法務大臣官房参事官（予算担当）
- 1989年（平成元年） 法務省刑事局刑事課長
- 1991年（平成3年） 法務省刑事局総務課長
- 1992年（平成4年） 法務大臣官房人事課長
- 1996年（平成8年） 松山地方検察庁検事正
- 1996年（平成8年） 東京地方検察庁次席検事
- 1998年（平成10年） 最高検察庁検事
- 1998年（平成10年） 法務省刑事局長 - 国会で審議中の通信傍受法案をめぐり、TBSの筑紫哲也 NEWS23の訂正要求へ反論した。
- 1999年（平成11年） 法務事務次官
- 2002年（平成14年） 次長検事
- 2003年（平成15年） 東京高等検察庁検事長
- 2004年（平成16年）6月25日 原田明夫の後任として検事総長に就任。「ひるむことのない検察」を標榜する。
- 2006年（平成18年）6月30日 検事総長退任（後任は但木敬一）
- 2006年（平成18年）9月 弁護士登録
- 2006年（平成18年）11月 松尾邦弘法律事務所開設
- 2007年（平成19年）3月　旭硝子株式会社取締役
- 2007年（平成19年）6月　トヨタ自動車株式会社社外監査役就任
- 2007年（平成19年）　駿河台大学法科大学院専任教授（2007年4月~）
- 2008年（平成20年）　三井物産、損害保険ジャパン監査役
- 2009年（平成21年）　バンダイナムコゲームスのニンテンドーDS用ゲームソフト『有罪×無罪』を監修。裁判員制度をゲーム化したもの。小松製作所監査役。
- 2011年（平成23年）　ブラザー工業株式会社監査役
- 2013年（平成25年）　株式会社日本取引所グループ取締役・監査委員会委員長、株式会社テレビ東京ホールディングス監査役、株式会社セブン銀行監査役[2]

そのほかエイベックス・グループ・ホールディングス法律顧問を務めている

## テレビ出演
- 日経スペシャル カンブリア宮殿 「巨悪で語る、ニッポン －地検特捜部の標的とその時代」（2006年7月10日、テレビ東京）[3]。